# Парламентские выборы на Кубе (1910)
Промежуточные парламентские выборы на Кубе проходили 1 ноября 1910 года. На них избиралась половина депутатов Палаты представителей. В результате наибольшее количество мест заняла Либеральная партия, получившая 23 из 41 места парламента. Явка составила 68,7%.

## Результаты
| Партия                             | Голосов | % | Мест |
| ---------------------------------- | ------- | - | ---- |
| Либеральная партия                 |         |   | 23   |
| Национальная консервативная партия |         |   | 18   |
| Всего                              |         |   | 41   |
| Источник: Dieter Nohlen            |         |   |      |